# Mieduniszki Małe
Mieduniszki Małe (deutsch Klein Medunischken, 1938 bis 1945 Medunen) ist ein Dorf in der polnischen Woiwodschaft Ermland-Masuren, das zur Landgemeinde Banie Mazurskie (Benkheim) im Powiat Gołdapski (Kreis Gołdap) gehört.

## Geographische Lage
Mieduniszki Małe am Nordufer der Angerapp (polnisch Węgorapa) liegt 800 Meter südlich der polnisch-russischen Grenze im Nordosten der Woiwodschaft Ermland-Masuren. Bis zur Kreisstadt Gołdap sind es 21 Kilometer in östlicher Richtung. Die ehemalige und heute auf russischem Staatsgebiet gelegene Kreishauptstadt Darkehmen (1938 bis 1945 Angerapp, russisch Osjorsk) liegt zehn Kilometer weiter nördlich.

## Geschichte
Die Gründung des seinerzeit Klein Medunischken genannten Dorfes erfolgte wohl um die Wende vom 19. zum 20. Jahrhundert. Im Jahr 1900 jedenfalls wurde das auch heute noch erhaltene Gutshaus errichtet, zu dem eine landwirtschaftliche Fläche von nahezu 500 Hektar gehörte und das im Besitz derer von Fahrenheid auf Beynuhnen (russisch Uljanowskoje) war.
Am 30. September 1928 schlossen sich die Gutsbezirke Angerapp (polnisch Rapa) und Klein Medunischken zur neuen Landgemeinde Angerapp zusammen. Sie gehörte zum Kreis Darkehmen (von 1939 bis 1945 „Landkreis Angerapp“ genannt) im Regierungsbezirk Gumbinnen der preußischen Provinz Ostpreußen. 
Als am 3. Juni 1938 aus politisch-ideologischen Gründen der Vermeidung fremdländisch klingender Ortsnamen das Dorf Angerapp (auch aufgrund des Wechsels des Namens des Landkreises) in „Kleinangerapp“ umbenannt wurde, erhielt auch Klein Medunischken den neuen Namen „Medunen“.
In Kriegsfolge kam der Ort 1945 mit dem gesamten südlichen Ostpreußen zu Polen und trägt seither die polnische Namensform Mieduniszki Małe. Das Dorf ist heute Sitz eines Schulzenamtes (polnisch Sołectwo) innerhalb der Landgemeinde Banie Mazurskie im Powiat Gołdapski, vor 1998 zur Woiwodschaft Suwałki, seither zur Woiwodschaft Ermland-Masuren gehörig. Das einstige Gutshaus gehört heute der AWRSP (Staatliche Agentur für Landwirtschaftliche Immobilien).

## Religion
Bis 1945 gehörte Klein Medunischken zum Gemeindebezirk der evangelischen Kirche Szabienen/Schabienen (1938 bis 1945 Lautersee, polnisch Żabin), Kirchenkreis Darkehmen/Angerapp in der Kirchenprovinz Ostpreußen der Kirche der Altpreußischen Union. Katholischerseits war sie in die Pfarrei Goldap, zugehörig zum Dekanat Masuren II (Sitz: Johannisburg, polnisch Pisz) im damaligen Bistum Ermland eingegliedert.
Heute ist Mieduniszki Małe in die katholische Pfarrei Żabin im Dekanat Gołdap im Bistum Ełk (Lyck) der Römisch-katholischen Kirche in Polen bzw. in die evangelische Kirche in Gołdap, einer Filialkirche von Suwałki in der Diözese Masuren der Evangelisch-Augsburgischen Kirche in Polen eingepfarrt.

## Verkehr
Mieduniszki Małe liegt an einer Nebenstraße, die ihren Anfang und ihr Ende an der polnischen Woiwodschaftsstraße DW 650 (frühere deutsche Reichsstraße 136) nimmt und von Budry (Buddern) über Dąbrówka (Dombrowken, 1938 bis 1945 Eibenburg) und Mieduniszki Wielkie (Groß Medunischken, 1938 bis 1945 Großmedien) nach Rapa (Angerapp, 1938 bis 1945 Kleinangerapp) und weiter bis Banie Mazurskie (Benkheim) führt. 